# Benjamin G. Lamme
Benjamin Garver Lamme (* 12. Januar 1864 in Springfield (Ohio); † 8. Juli  1924 in Pittsburgh) war ein US-amerikanischer Elektroingenieur, Chefingenieur bei der Westinghouse Electric Company und Pionier der elektrischen Zugförderung.

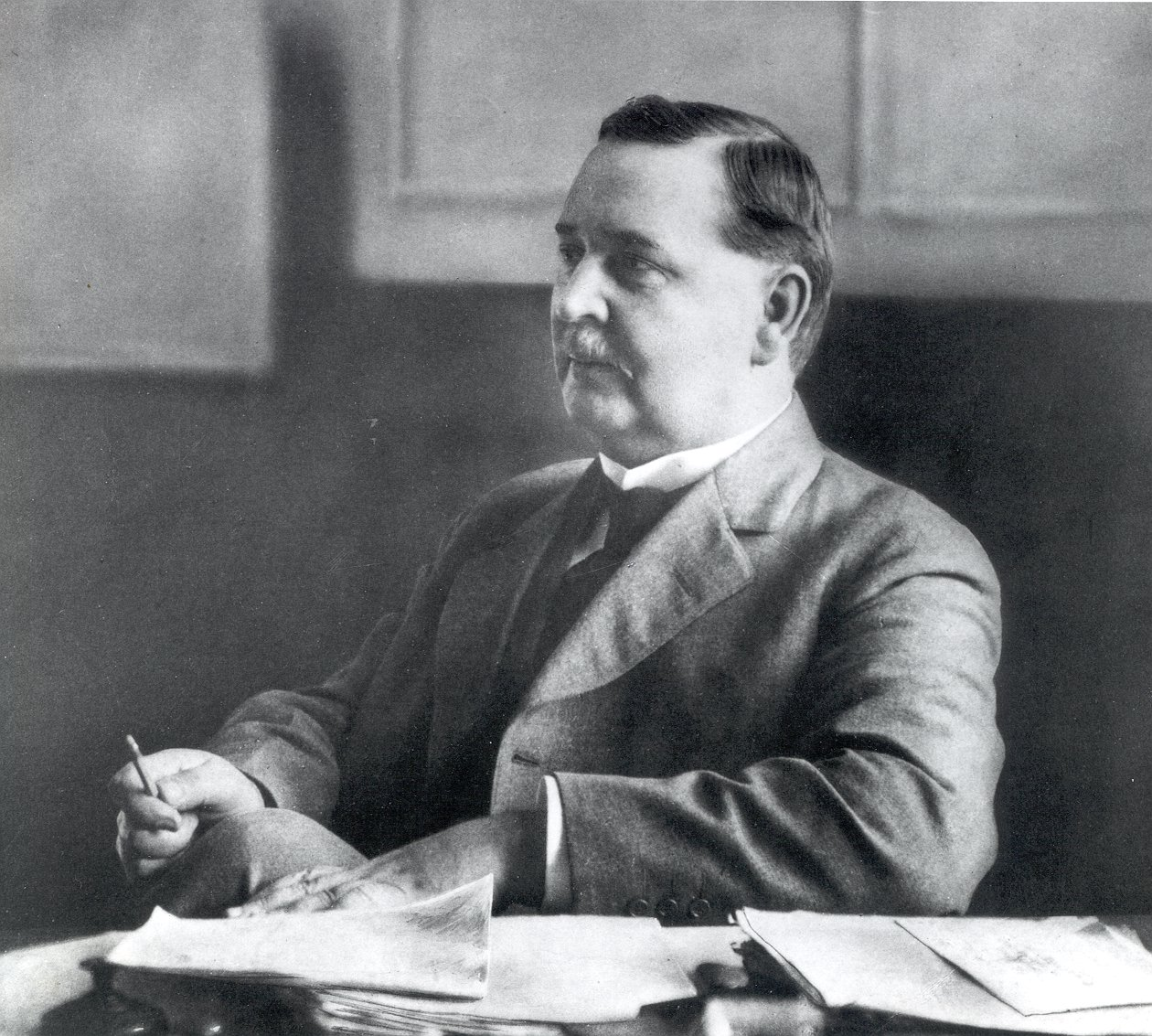
Benjamin G. Lamme

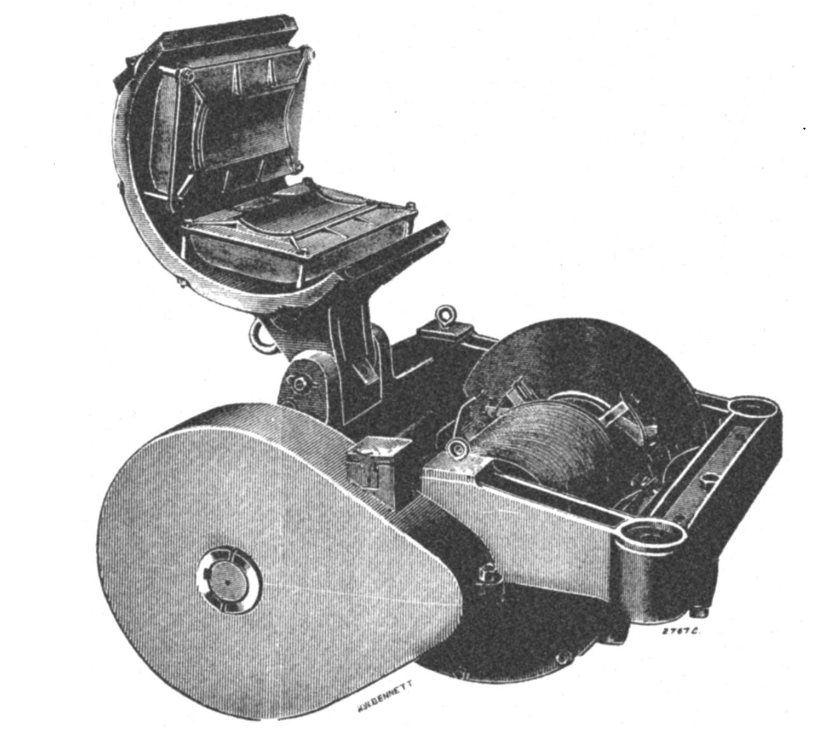
Straßenbahnantrieb mit geöffnetem Stator

Bis 1888 studierte Lamme an der Ohio State University Maschinenbau und begann im folgenden Jahr bei Westinghouse, wo er Assistent des Schweizer Maschineningenieurs Albert Schmid arbeitete. Lamme stellte fest, dass die gebauten elektrischen Maschinen Ergebnisse von empirischen Untersuchungen waren und die wissenschaftlichen Erkenntnisse über Stromkreise und Magnetfelder der damaligen Zeit nur ungenügend berücksichtigten. Er schlug deshalb Änderungen an den Schenkelpolmaschinen vor, welche Leistung und Wirkungsgrad der Maschinen steigerte, sodass er schon 1890 Entwickler für elektrische Maschinen wurde. Weitere Verbesserungen wurden mit der Einführung von Tatzlagerantrieben für Straßenbahnen erzielt, die keine Zwischenräder in den Getrieben benötigten. Ihre Motoren waren mit maschinengewickelte Anker ausgestattet und der Stator konnte zu Wartungszwecken geöffnet werden.
Für die World’s Columbian Exposition, die 1893 in Chicago stattfand, entwarf Lamme einen Großteil der am Westinghouse-Stand gezeigten Geräte, darunter Wechselstromgeneratoren, Induktionsmotoren und rotierende Umformer. In den Jahren 1895 und 1896 entwarf er zusammen mit Albert Schmid und der Unterstützung seiner älteren Schwester Bertha Lamme die Generatoren für die Edward Dean Adams Power Plant an den Niagarafällen. Das unter der Leitung von Lewis B. Stillwell gebaute Kraftwerk war das erste Großkraftwerk, das Wechselstrom erzeugte.
Lamme entwarf auch das Kraftwerk für die Manhattan Elevated Railway, eine Hochbahngesellschaft in New York, dessen Bau 1899 begann. Die von Allis-Corliss-Kolbendampfmaschinen angetriebenen Generatoren hatten eine Leistung von 5000 kW und waren damals die leistungsstärksten Generatoren der Welt.

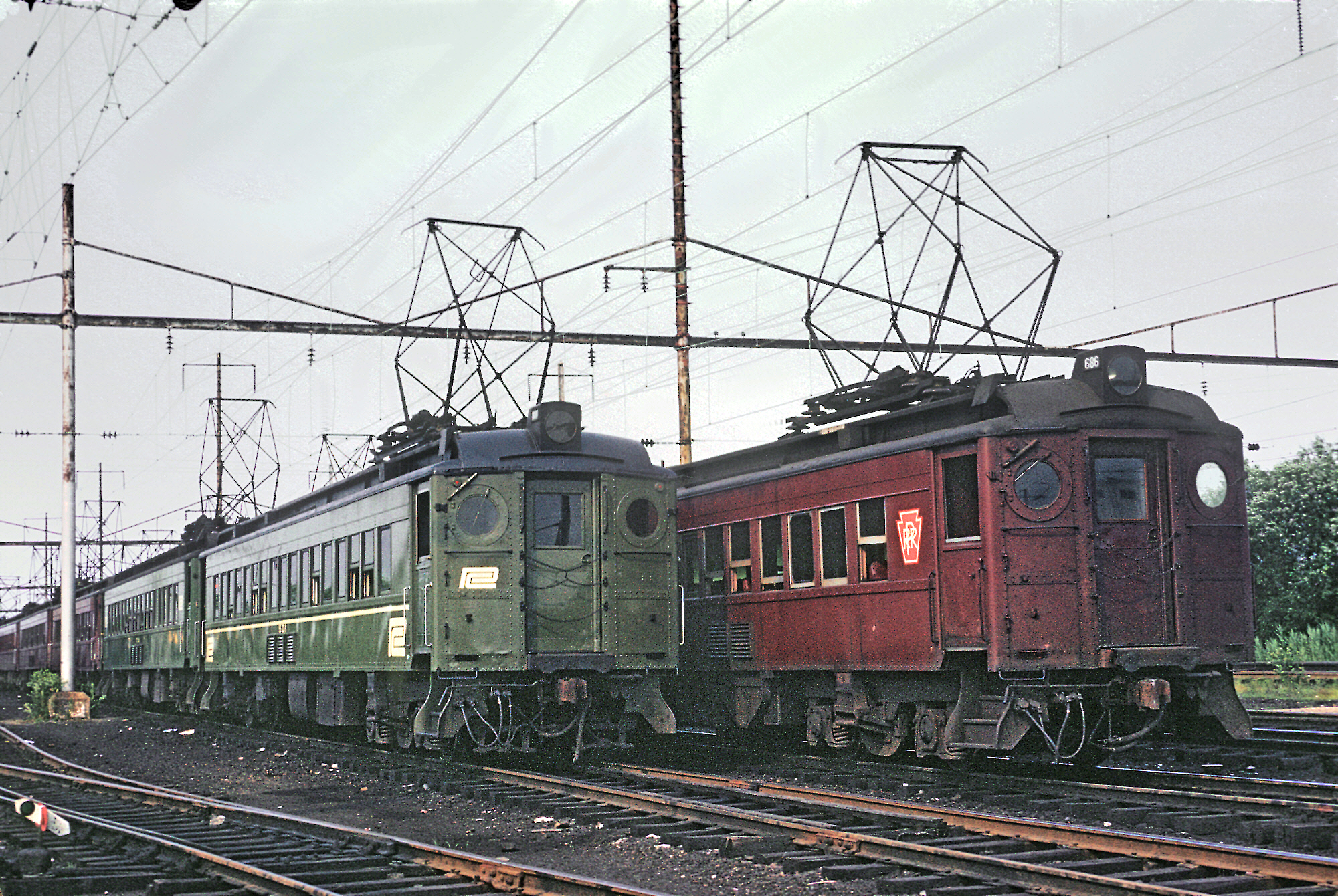
MP54-Triebwagen der Pennsylvania mit Einphasen-Wechselstrommotoren nach Lamme

Im Jahre 1902 entwickelte Lamme den ersten brauchbaren Einphasen-Reihenschlussmotor für elektrisch betriebene Eisenbahnen. Zum einen erkannte er, dass die Absenkung der Speisefrequenz auf 25 Hz die Kommutierung verbesserte, zum anderen sah er Widerstandsverbindungen am Anker zwischen Spulen und Kommutator vor, welche die transformatorische Spannung beim Anfahren herabsetzte. Diese Technik wurde später weitgehend durch die von Hans Behn-Eschenburg entwickelte Technik des phasenverschobenen Wendefeldes verdrängt, war aber ab 1915 jahrelang in den Vorortzügen der Pennsylvania Railroad im Raum Philadelphia im Einsatz.
Lamme wurde 1903 Chefingenieur der Westinghouse Electric Company, eine Stellung, die er bis an sein Lebensende innehatte. Er erhielt für seine Entwicklungen 162 Patente, die sich neben den bereits genannten elektrischen Maschinen auch mit elektrischen Schiffsantrieben und Kreiselstabilisierungssystemen befassten.
1918 wurde Lamme die AIEE Edison Medal für die „Erfindung und Entwicklung von elektrischen Maschinen“ und eine „Laufbahn mit verdienstvollen Leistungen in der Elektrotechnik“ verliehen.
Lamme starb am 8. Juli 1924 in Pittsburgh, Pennsylvania, im Alter von 60 Jahren.